# Сотийе
Сотийе (фр. sautiller — припрыгивать, подпрыгивать) — штрих смычковых струнных инструментов, относящийся к группе «прыгающих» штрихов. Выполняется быстрыми и мелкими движениями смычка, лежащего на струне и лишь слегка отскакивающего вследствие эластичности и пружинящих свойств трости смычка. Принципиальное отличие сотийе от спиккато заключается в том, что штрих идет от струны, отсутствует бросок на струну. Также sautillé возможно только в быстром темпе и при небольшой силе звучания (pp-mf).
Этот штрих получается только в одной точке смычка, вблизи его середины. Штрих sautillé возникает из штриха détaché при игре piano, в быстром темпе и небольшим отрезком смычка; при crescendo и замедлении темпа (при этом используемый отрезок смычка расширяется) штрих sautillé естественно переходит в détaché.